# Рудий Роман Антонович
Роман Антонович Рудий (нар. 10 листопада 1967, с. Струсів, нині Україна) — український співак, композитор, аранжувальник. Народний артист України (2021). Брат Ігоря Рудого.

## Життєпис
Роман Рудий народився 10 листопада 1967 року в селі Струсові, нині Микулинецької громади Тернопільського району Тернопільської области України.
Закінчив Тернопільське музичне училище (1986), Львівську консерваторію (1995). Працював в м. Підгайці Тернопільської области: викладачем музичної школи, керівником народної аматорської хорової капели Будинку культури, дитячого гурту «Галичани», церковного хору (1993—1997).
Від 1997 — в м. Тернопіль. Від 2000 — організатор і керівник народної естрадної студії «Сім сходинок» обласного методичного центру народної творчості, 2003 — гурту «Отава».
Учасник Струсівської заслуженої самодіяльної капели бандуристів «Кобзар» (1986—1990), гурту «Світозари» (від 1989).
Автор і виконавець близько 60 пісень на тексти власних та українських поетів, 350 аранжувань різножанрових музичних творів. Записав 4 компакт-диски. Автор музичного фільму «Різдвяний подарунок» (2002); гастролі у Канаді, Німеччині, Польщі, США, Чехії.

## Нагороди
- народний артист України (28 червня 2021) — за значний особистий внесок у державне будівництво, зміцнення національної безпеки, соціально-економічний, науково-технічний, культурно-освітній розвиток Української держави, вагомі трудові досягнення, багаторічну сумлінну працю та з нагоди 25-ї річниці прийняття Конституції України[1].
- заслужений артист України (23 березня 2006) — за вагомий особистий внесок у розвиток національної культури і мистецтва, вагомі творчі здобутки і високий професіоналізм[2].